# Yo y Yo (revista)
Yo y Yo fue un tebeo de periodicidad semanal, editado en el verano de 1987 por Editorial Grijalbo y retomado en 1990 por Ediciones B. 

## Primera época: 1987
La revista surgió en junio de 1987, poco después de que la misma editorial lanzase "Guai!" y en un contexto marcado por la debacle de la Editorial Bruguera, en el que varias editoriales pugnaban por hacerse con su mercado. En su primer número, "Yo y Yo" presentaba ¡Terroristas!, una nueva aventura de Mortadelo y Filemón y, por parte de Raf, las series Autopsias deportivas y Mirlowe, así como varias series juveniles franco-belgas (Lucky Luke, Iznogud, Gastón el gafe, etc). Ibáñez la abandonó al poco para trabajar para Ediciones B y la revista desapareció con su sexto número, en julio de ese mismo año.
| Números | Serie                                 | Historieta de "continuará"                            | Autoría          |
| ------- | ------------------------------------- | ----------------------------------------------------- | ---------------- |
| 1-6     | Mortadelo y Filemón                   | ¡Terroristas!                                         | Francisco Ibáñez |
| 1-6     | Tomás Elgafe                          |                                                       | Franquin         |
| 1-6     | Lucky Luke                            | Sobre la pista de los Dalton                          | Goscinny/Morris  |
| 1-6     | Las autopsias deportivas              |                                                       | Raf              |
| 1-5     | Sammy                                 | Carrozas de armas tomar (1-5) Ms. Kay (6, inconclusa) | Cauvin/Berck     |
| 1-6     | Mirlowe                               | Los soplagaitas                                       | Raf              |
| 1-5     | Iznogud                               | El día de los locos                                   | Goscinny/Tabary  |
| 1-6     | Tinieblo Lalosa y su historia morbosa |                                                       | Cauvin/Hardy     |
| 4-6     | Los buitragones                       |                                                       | Cauvin/Glem      |
| 4-6     | Mujeres o... diosas                   |                                                       | Cauvin/Bercovici |

## Segunda época: 1990
Fue la propia Ediciones B quien resucitó la cabecera tres años después, produciendo una segunda tanda de 27 números de 36 páginas cada uno en la que la serie estrella fue el Superlópez de Jan, escoltado por otros autores nacionales como Juan Carlos Ramis o Francisco Ibáñez, de cuya serie 7, Rebolling Street se publicaron aquí las últimas entregas. Esta revista fue una convergencia entre la revista Guai!(de donde provenían Asterix o 7 rebolling street, por ejemplo) y la Revista Super López de la segunda época (de donde provenían Super López o Island of Tokame Rock, por ejemplo) .
| Números         | Serie                   | Historieta de "continuará"              | Autoría                         |
| --------------- | ----------------------- | --------------------------------------- | ------------------------------- |
| 1               | Peluche                 |                                         | Dupa                            |
| 1-8             | Astérix                 | Astérix Gladiador                       | Guion: Goscinny Dibujos: Uderzo |
| 9-17            |                         | Astérix legionario                      | Guion: Goscinny Dibujos: Uderzo |
| 18-26           |                         | La odisea de Astérix                    | Guion: Goscinny Dibujos: Uderzo |
| 1               | Los motoristas          |                                         | Degotte                         |
| 1               | Ran Tan Plan            |                                         | Fauche, Jean Léturgie/Morris    |
| 1-8             | Aventuras de Superlópez | La Banda del Dragón despeinado (Yakuza) | Jan                             |
| 9-11            |                         | Banzai! (La bomba)                      | Jan                             |
| 12-19           |                         | Hotel Pánico                            | Jan                             |
| 1-4,16-19,21-27 | Island of Tókame Rock   |                                         | Ramis                           |
| 1-10            | Lucky Luke              | Canyon Apache                           | Guion: Goscinny Dibujos: Morris |
| 11-20           |                         | El tesoro de los Dalton                 | Guion: Vicq Dibujos: Morris     |
| 21-27           |                         | Daisy Town                              | Guion: Goscinny Dibujos: Morris |
| 1-5             | Spirou                  | La feria de los gángsters               | Franquin                        |
| 1               | Mujeres de blanco       |                                         | Raoul Cauvin/Philippe Bercovici |
| 1               | Gastón                  |                                         | Franquin                        |
| 5-9             | 7, Rebolling Street     |                                         | Francisco Ibáñez                |